# Calceolaria soratensis
Calceolaria soratensis är en toffelblomsväxtart som beskrevs av Kränzl.. Calceolaria soratensis ingår i släktet toffelblommor, och familjen toffelblomsväxter. Inga underarter finns listade i Catalogue of Life.